# Шевченко, Николай (историк)
Николай Шевченко (порт. Nicolau Sevcenko, укр. Микола Шевченко; 1952, Сан-Висенти — 13 августа 2014, Сан-Паулу) — бразильский историк, профессор университета, колумнист, писатель и переводчик украинского происхождения.
Шевченко посвятил себя изучению историю, с акцентом на бразильской культуре и социальном развитии городов Сан-Паулу и Рио-де-Жанейро. Он закончил Университет Сан-Паулу, где занимал должность профессора истории культуры, а также был членом Центра латиноамериканских культурных исследований Королевского колледжа Лондона. Он также был почетным профессором Джорджтаунского университета, Университета Иллинойса и Гарвардского университета.
На протяжении нескольких лет также был колумнистом газеты Folha de S.Paulo.

## Биография

### Ранние годы и образование
Родился в 1952 году в семье украинцев бежавших от Гражданской войны в Сан-Висенти, на побережье штата Сан-Паулу. Вырос в городе Сан-Паулу, в рабочем районе Вила-Пруденте с большей концентрацией славянского населения, совмещая работу (с семи лет собирал металлолом) с занятиям спортом и получением образования.
В 1975 году закончил курс истории на факультете философии, литературы и гуманитарных наук Университета Сан-Паулу. В 1981 году защитил докторскую диссертацию по социальной истории на тему «Литература как миссия: социальная напряженность и культурное творчество в Первой республике». Также в 1990 году защитил докторскую в Лондонском университете.

### Карьера
Преподавал в таких университетах как Папский католический университет Сан-Паулу и Университет Кампинаса.
В 1985 году стал профессором Университета Сан-Паулу, где работал до выхода на пенсию в 2012 году. С 2010 года был профессором романских языков и литератур в Гарвардском университете.
Был выдающимся писателем, написал ряд публикаций по историографии и работал колумнистом в газете Folha de S.Paulo.

### Смерть
Умер в своем доме в районе Белензиньйо в ночь на 13 августа 2014 года в возрасте 62 лет от сердечного приступа.

## Личная жизнь
Был женат на художнице Кристине Карлетти. Детей у пары не было.

## Награды
В 1999 году был одним из победителей премии Жабути в категории «Науки о человеке» за книгу «História da Vida Privada no Brasil» (том 3 и 4), опубликованную издательством Companhia das Letras.

## Публикации
- Ana Maria Pacheco: gravuras, esculturas. Fundação Memorial da América Latina, 1995.[26]
- A Corrida Para o Século XXI — No loop da montanha-russa. Companhia das Letras, 2001.[27]
- Pindorama Revisitada — Cultura e Sociedade em Tempos de Virada. Fundação Peirópolis, 2000.[28][29]
- História da Vida Privada no Brasil, vol. 3 — República: da Belle Époque à Era do Rádio (organizador). Companhia das Letras, 1998.[30]
- Literatura como missão: tensões sociais e criação cultural na I República. São Paulo, Brasiliense, 4ª ed., 1995. Companhia das Letras, 2003.[31]
- O Renascimento. São Paulo/Campinas, Atual/Editora da Unicamp, 21ª ed., 1995.[32]
- Arte Moderna: os desencontros de dois continentes. São Paulo, Fundação Memorial da América Latina, Coleção Memo, Secretaria de Estado da Cultura, 1995.[26]
- Orfeu Extático na Metrópole — São Paulo nos Frementes Anos 20. Companhia das Letras, 1992.[33]
- Lewis Carrol — Alice no país das maravilhas (tradução). São Paulo, Scipione, 1986.[34]
- A Revolta da Vacina, mentes insanas em corpos rebeldes. São Paulo, Brasiliense, 1984; Scipione, 1993; Editora UNESP, 2018.[35]
- Robert Mandrou — Magistrados e feiticeiros na França do século XVII (tradução). São Paulo, Perspectiva, 1979.[36]